# Rainer Kling
Rainer Kling (né en 1952), est un astronome amateur allemand.
Le Centre des planètes mineures le crédite de la découverte de quatre-vingt-huit astéroïdes, découvertes effectuées entre 2006 et 2011, en partie avec la collaboration de Stefan Karge, Erwin Schwab et Ute Zimmer.
L'astéroïde (185639) Rainerkling lui a été dédié.

## Astéroïdes découverts
| (189398) Soemmerring   | 7 mai 2008        |
| (192220) Oïclès        | 14 septembre 2007 |
| (204852) Frankfurt     | 15 septembre 2007 |
| (204873) FAIR          | 17 septembre 2007 |
| (207687) Senckenberg   | 12 septembre 2007 |
| (207763) Oberursel     | 6 octobre 2007    |
| (216390) Binnig        | 14 février 2008   |
| (224831) Neeffisis     | 27 novembre 2006  |
| (241136) Sandstede     | 25 août 2007      |
| (251595) Rudolfböttger | 20 avril 2009     |
| (256813) Marburg       | 11 février 2008   |
| (266711) Tuttlingen    | 30 août 2009      |
| (281140) Trier         | 16 février 2007   |
| (283142) Weena         | 29 décembre 2008  |
| (293809) Zugspitze     | 15 septembre 2007 |
| (293909) Matterhorn    | 16 septembre 2007 |
| (321405) Ingehorst     | 16 août 2009      |
| (330856) Ernsthelene   | 20 août 2009      |
| (378214) Sauron        | 14 janvier 2007   |